# Bremnes (Troms)
Pour les articles homonymes, voir Bremnes.
Bremnes est une localité du comté de Troms, en Norvège.

## Géographie
Administrativement, Bremnes fait partie de la kommune de Kvæfjord.